# România, țara mea
România, țara mea este un film românesc din 1968 regizat de Alexandru Boiangiu.